# Eugen Dietschi

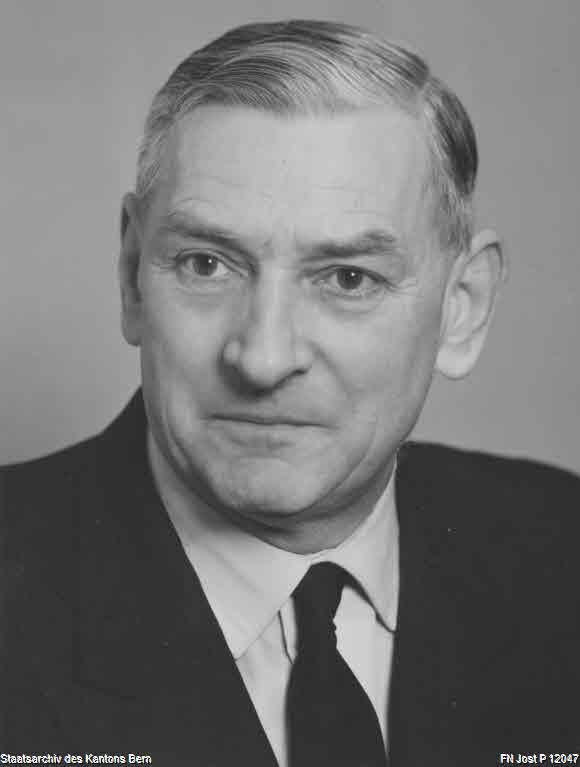
Eugen Dietschi (1958)

Eugen Dietschi (* 2. Januar 1896 in Olten; † 17. Januar 1986 in Binningen, heimatberechtigt in Lostorf, Olten und ab 1933 in Basel) war ein Schweizer Journalist und Politiker (FDP).

## Biografie
Der Sohn des Buchdruckers Eugen Dietschi-Kunz studierte Nationalökonomie und Geschichte an den Universitäten Zürich und Basel und promovierte 1920 in Basel. Von 1921 bis 1967 war er Redaktor der National-Zeitung.
Von 1929 bis 1968 war er als radikaldemokratischer Grossrat im Parlament des Kantons Basel-Stadt vertreten, dessen Präsident er im Amtsjahr 1940 war. 1941 wurde er in den Nationalrat gewählt und hatte dort bis 1960 Einsitz, wobei er 1958/59 Nationalratspräsident war. 1960 wurde er in den Ständerat gewählt, er schied 1967 aus. In den Jahren 1954 bis 1960 war er Präsident der FDP Schweiz.
1939 stellte Dietschi im Basler Grossen Rat den dringenden Antrag auf eine Sanierung des Wehrmännerdenkmals auf der Bruderholz Anlage. Vorerst lagen aber keine konkreten Pläne vor. Dann kam der Zweite Weltkrieg und die Prioritäten gingen in andere Richtungen. Erst 1955 entsann man sich im Rathaus nach einem Antrag von Otto Schönmann (1912–1970) des Monuments. Es sollte eine ergänzende Inschrift zum Aktivdienst 1939–1945 hinzukommen, die der Grafiker Numa Rick (1902–1973) gestaltete.
1953/54 war er Zentralpräsident des Vereins der Schweizer Presse. Dietschi war ein bekannter Aviatik-Wegbereiter. Als Ballonfahrer war er Mitbegründer des Basler Flugplatzes Sternenfeld in Birsfelden sowie der Balair. Weiter war er im Jahr 1928 an der Gründung der Sektion Basel des Aero-Club der Schweiz beteiligt, welchen er bis 1942 auch präsidierte. Er war auch kulturell engagiert und war von 1953 bis 1974 Präsident der Basler Orchester-Gesellschaft.
Eugen Dietschi ist der Vater des Diplomaten Peter Dietschi. In der Schweizer Armee war er Oberst der Fliegerabwehrtruppen.